# Moimenta da Beira (freguesia)
Moimenta da Beira é uma freguesia portuguesa do município homónimo com 10,17 km² de área e 2843 habitantes (censo de 2021), tendo, por isso, uma densidade populacional de 279,5 hab./km².

## Demografia
A população registada nos censos foi:
| Distribuição da População por Grupos Etários | Distribuição da População por Grupos Etários | Distribuição da População por Grupos Etários | Distribuição da População por Grupos Etários | Distribuição da População por Grupos Etários |
| -------------------------------------------- | -------------------------------------------- | -------------------------------------------- | -------------------------------------------- | -------------------------------------------- |
| Ano                                          | 0-14 Anos                                    | 15-24 Anos                                   | 25-64 Anos                                   | > 65 Anos                                    |
| 2001                                         | 470                                          | 387                                          | 1222                                         | 323                                          |
| 2011                                         | 551                                          | 388                                          | 1561                                         | 388                                          |
| 2021                                         | 467                                          | 335                                          | 1550                                         | 491                                          |

## Património
- Antigo Convento Beneditino de Nossa Senhora da Purificação
- Solar das Guedes